# Dongfeng Peugeot-Citroën Automobile
Dongfeng Peugeot-Citroën Automobile (voorheen Dongfeng-Citroën Automobile) is een Chinese autofabrikant die modellen van Peugeot en Citroën produceert voor de Chinese markt. Het bedrijf is opgericht als een joint-venture tussen Dongfeng Motor Corporation en Groupe PSA (het huidige Stellantis).

## Geschiedenis
Het bedrijf werd op 11 mei 1992 opgericht in Wuhan door Dongfeng Motor Corporation en Citroën. De merknaam van de wagens was aanvankelijk Shenlong.
In september 2002 trad Peugeot toe tot het bedrijf en werd de bedrijfsnaam veranderd in Dongfeng Peugeot-Citroën Automobile. De merknaam Shenlong hield op te bestaan in 2004.

## Voertuigen
- 1992 Citroën Fukang (SKD)
- 2001 Citroën Xsara Picasso
- 2002 Citroën Elysée
- 2006 Peugeot 206 (een gefacelifte versie kwam later op de markt als Peugeot 207 Sedan)
- 2006 Citroën C-Triomphe, sedanversie van de Citroën C4
- 2006 Dongfeng Citroën C2 (op basis van de Peugeot 206)
- 2008 Peugeot 307 (ook als sedanversie)
- 2008 Citroën C-Quatre, sedanversie van de Citroën C4
- 2010 Citroën C5
- 2010 Peugeot 408, sedanversie van de Peugeot 308
- 2011 Peugeot 508
- 2011 Peugeot RCZ
- 2011 Peugeot 308
- 2012 Citroën C-Quatre
- 2014 Citroën C3-XR
- 2016 Citroën C6
- 2018 Peugeot 508L
- 2018 Citroën C4 Aircross